# Cryptandra intratropica
Cryptandra intratropica là một loài thực vật có hoa trong họ Táo. Loài này được W.Fitzg. mô tả khoa học đầu tiên năm 1918.